# Ricotta affumicata di Mammola
La ricotta affumicata di Mammola è un prodotto caseario calabrese. È inserita nell'elenco dei prodotti agroalimentari tradizionali italiani.

## Storia
Anticamente molti pastori che abitavano nelle zone montane distanti dai centri abitati, conservavano le ricotte fresche con la tecnica dell'affumicatura e una volta a settimana le portavano al mercato per la vendita.

## Caratteristiche
La ricotta affumicata di Mammola si ottiene dal latte di capra, ed ha un sapore di formaggio fresco leggermente salato, con note affumicate. Ha consistenza morbida e vellutata al tatto, forma cilindrica con testa ingrossata a forma di fungo. Ha una dimensione di 30 cm. circa di lunghezza, con diametro di 6 cm. Il peso medio di ciascuna ricotta può variare da 700 a 1000g. Il colore esterno va da rosa scuro a dorato, mentre all'interno è bianca.

## Processo di produzione

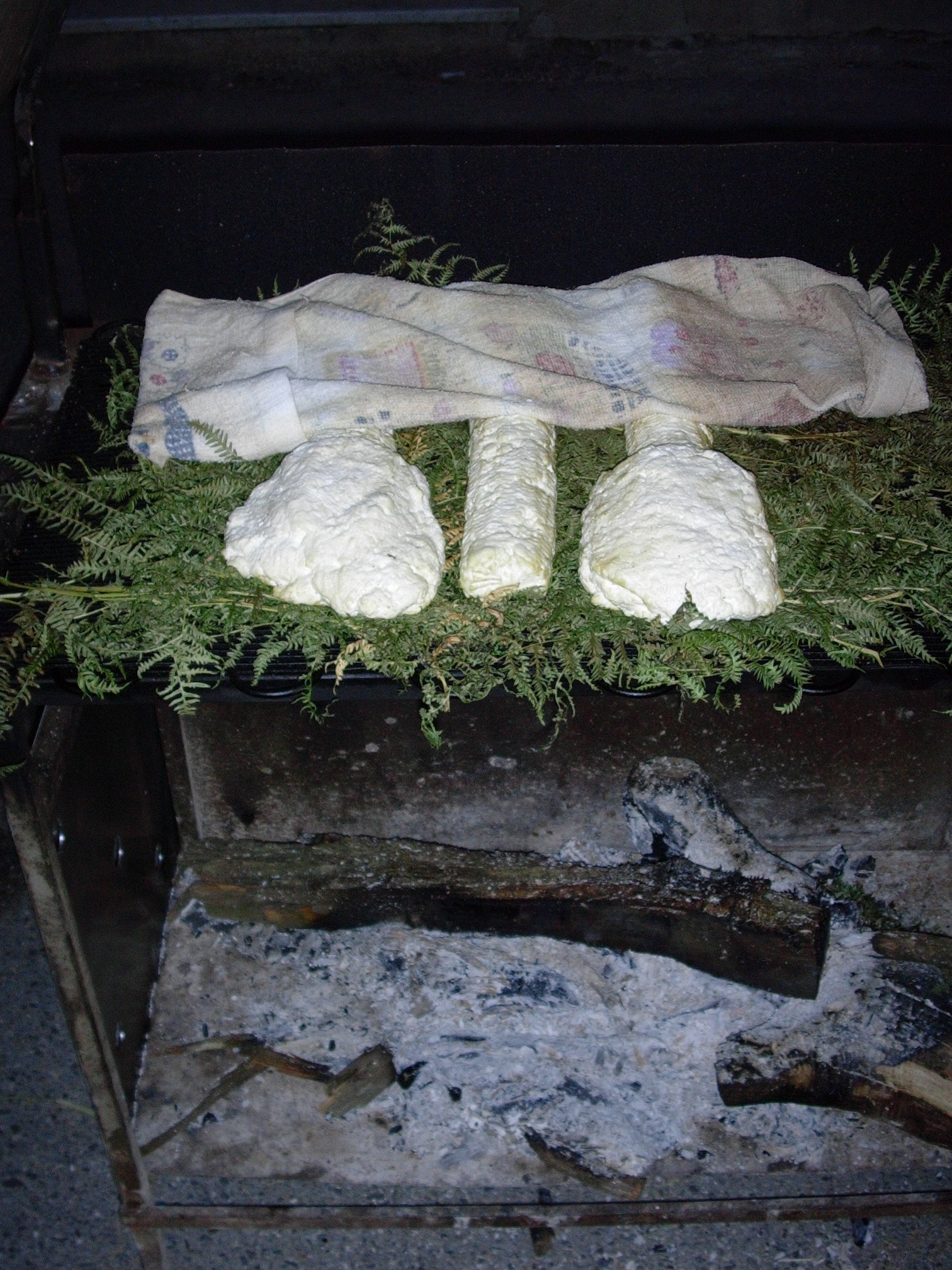
Affumicatura artigianale della ricotta

La ricotta di Mammola è da considerarsi un prodotto ricavato con tecniche molto antiche ed artigianali. Si posiziona sul fuoco un pentolone dove si introduce il latte caprino, rimescolandolo con un bastoncino di essenza locale a punta ramificata (minaturi), quando il latte incomincia a bollire si immerge un rametto di fico tagliuzzato e si gira con il bastoncino per un lato, ancora per pochi minuti. Quindi la Ricotta fresca è pronta, la si toglie dal fuoco e con un cucchiaio di legno appositamente prodotto per questa delicata fase della lavorazione, si mette nelle forme (fasceji) e si avvolge con felci di montagna. Il giorno seguente si toglie dalle forme e si sala. Poi si mette in un'impalcatura alta circa un metro e mezzo rispetto al piano di fuoco del focolare, su un letto di cannicci di castagno coperti da felci di montagna, sotto ai quali si accende un fuoco a fiamma moderata, usando legna fresca di castagno oppure di erica, in modo da produrre un fumo denso e profumato che va ad investire direttamente, da sotto, le ricotte. Per ottenere ricotte di consistenza morbida l'operazione di affumicatura dovrà durare mediamente 24 ore, girando le ricotte dopo le prime dodici ore; mentre se si preferiscono di consistenza più dura il tempo di affumicatura si allungherà in maniera opportuna. La bollitura del latte si effettua con il gas, anticamente si effettuava con il fuoco a legna.

## Luoghi di produzione
La ricotta di Mammola è originaria del comune di Mammola, nella provincia di Reggio Calabria, l'area di produzione è il territorio della Limina. Viene prodotta e distribuita tutto l'anno, in particolare da dicembre a giugno, direttamente dalle aziende zootecniche nel comprensorio di Mammola. 

## Riconoscimenti

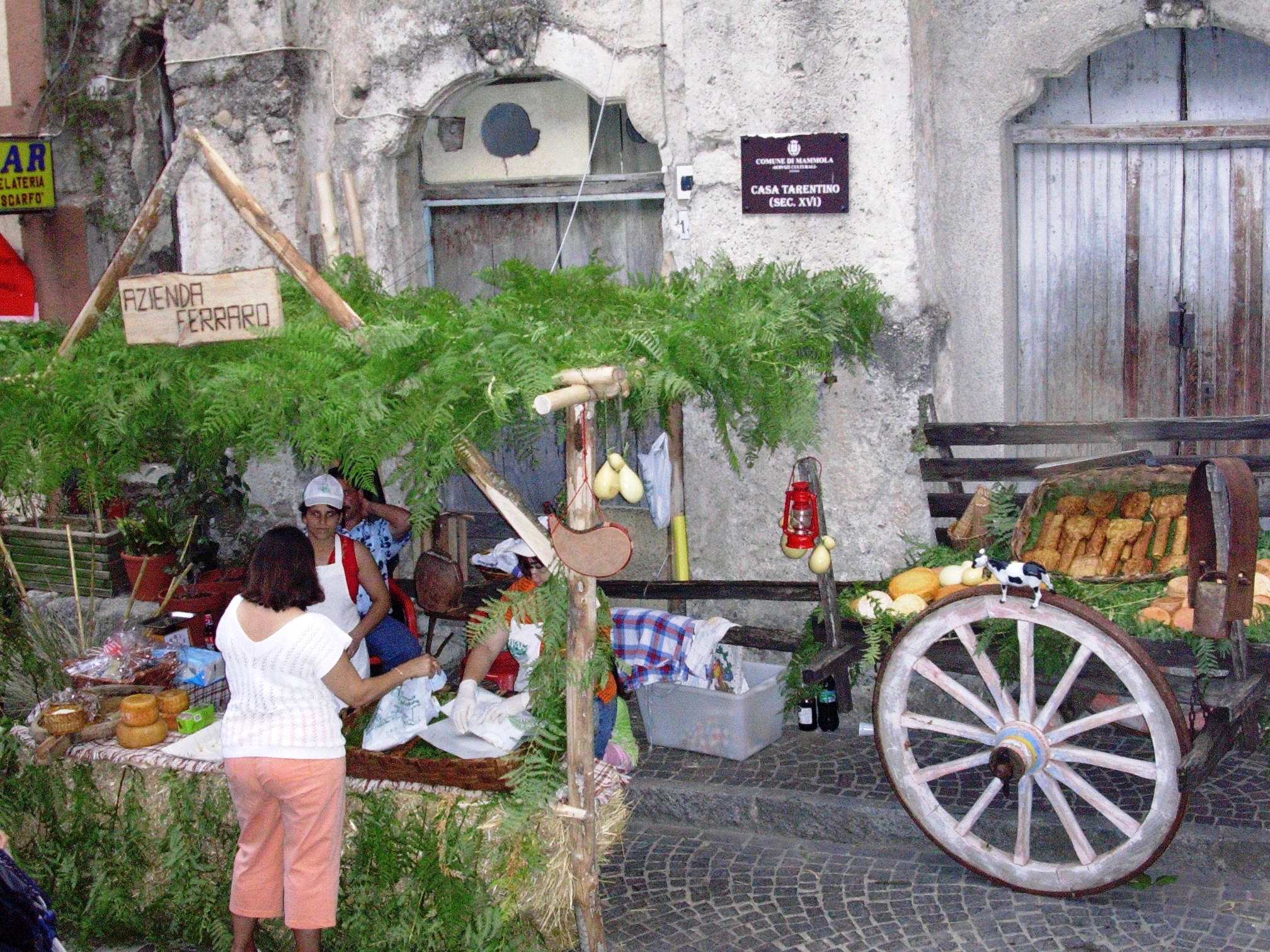
Festa della Ricotta Affumicata a Mammola

Ogni anno a Mammola vi è la "Festa della Ricotta affumicata" che si svolge la prima domenica di luglio e la “Festa dei Sapori” che si svolge tra ottobre e dicembre. In questi eventi è possibile degustare la ricotta affumicata e altre specialità locali.

## Abbinamenti
La ricotta può essere degustata su fette di pane abbrustolito, oppure condita con olio extravergine di oliva, sale e pepe; accompagnata a confetture o come dessert. Sono consigliati vini bianchi morbidi e aromatici.